# 1869
- Wikisource

| Calendário gregoriano                                                        | 1869 MDCCCLXIX                       |
| Ab urbe condita                                                              | 2622                                 |
| Calendário arménio                                                           | 1318 – 1319                          |
| Calendário bahá'í                                                            | 25 – 26                              |
| Calendário budista                                                           | 2413                                 |
| Calendário chinês                                                            | 4565 – 4566 Início a 11 de fevereiro |
| Calendário copta                                                             | 1585 – 1586                          |
| Calendário etíope                                                            | 1861 – 1862                          |
| Calendários hindus - Vikram Samvat - Calendário nacional indiano - Cáli Iuga | 1924 – 1925 1790 – 1791 4969 – 4970  |
| Calendário Holoceno                                                          | 11869                                |
| Calendário islâmico                                                          | 1286 – 1287                          |
| Calendário judaico                                                           | 5629 – 5630                          |
| Calendário persa                                                             | 1247 – 1248 Início a 21 de março     |
| Calendário rúnico                                                            | 2119                                 |
| Calendário solar tailandês                                                   | 2412                                 |

1869 (MDCCCLXIX, na numeração romana) foi um ano comum do século XIX do actual Calendário Gregoriano, da Era de Cristo, e a sua letra dominical foi C, teve 52 semanas, início a uma sexta-feira e terminou também a uma sexta-feira.
| Ano completo                       |
| ---------------------------------- |
| Ano comum com início à sexta-feira |

## Eventos
- Crise alimentar que levou à existência de fome entre a população da ilha de São Miguel, Açores.
- O Dr. João da Graça Júnior, advogado e professor no Liceu da Horta, ilha do Faial, Açores, é acusado de fazer reuniões de proselitismo. É absolvido e continua a fazer as reuniões.
- Estabelecimento de uma fábrica de destilação de aguardente na ilha de São Jorge.
- Criação da Ordem de São Pedro de Cetinje pelo então príncipe Nicolau I de Montenegro.
- Abderramão Cã é exilado do Afeganistão.
- Basutolândia torna-se num protetorado britânico.
- Friedrich Miescher descobre um ácido fraco no núcleo de células brancas do sangue que atualmente chamamos de DNA
- Ano da invenção do Chiclete.
- Ano da invenção do Vibrador (sexo).
- Carnaval - Segundo Eneida de Moraes, é fundada, no Rio de Janeiro, a sociedade carnavalesca Fenianos, como uma dissidência do Tenentes do Diabo.
- Carnaval - A Companhia Teatral Jacinto Heller apresentar a peça "O Zé Pereira carnavalesco" onde se canta, pela primeira vez a versão para o português do tema de Les pompiers de Nanterre, que se tornaria a música característica do Zé Pereira.

### Fevereiro
- 23 de fevereiro - Abolida a escravatura em todos os domínios portugueses.

### Março
- 4 de março - Ulysses S. Grant sucede a Andrew Johnson como 18º Presidente dos Estados Unidos.
- 6 de março - Dmitri Mendeleiev apresenta a primeira tabela periódica à Sociedade Russa de Química.
- 22 de março - Guerra do Paraguai: o Conde d'Eu, é o novo comandante-em-chefe das tropas aliadas.
- 23 de março - Luís Alves de Lima e Silva recebe o título de Duque de Caxias, tornando-se o último duque do Império do Brasil.

### Maio
- 10 de maio - A Primeira Ferrovia Transcontinental é inaugurada na cerimônia do "Golden Spike", em Utah, nos Estados Unidos.

### Dezembro
- 8 de dezembro - a 18 de julho de 1870 - Abertura do concílio Vaticano I. Vaticano I foi o vigésimo concílio ecumênico da Igreja católica.

## Nascimentos
- 21 de janeiro - Grigoriy Yefimovich Rasputin, místico russo (m. 1916).
- 4 de março - Eugénio de Castro, poeta e escritor português (m. 1944).
- 18 de março - Neville Chamberlain, ex-Primeiro-Ministro britânico (m. 1940)
- 22 de março - Emilio Aguinaldo, presidente das Filipinas de 1898 a 1901 (m. 1964)
- 27 de junho - Emma Goldman, anarquista lituana (m. 1940).
- 8 de julho - Daniel Salamanca Urey, presidente da Bolívia de 1931 a 1934 (m. 1935).
- 13 de julho - Eugênia Ana dos Santos, sacerdotisa importante da Bahia (m. 1938).
- 28 de agosto - Augusto Fragoso, 16º Presidente do Brasil (m. 1945).
- 4 de setembro - Karl Seitz, foi um político austríaco e presidente da Áustria de 1919 a 1920 (m. 1950).[1]
- 2 de outubro - Mahatma Gandhi, líder indiano (m. 1948).
- 16 de outubro - Washington Luis, 14º Presidente do Brasil (m. 1957).
- 8 de novembro - Joseph Franklin Rutherford, advogado americano, juiz substituto e segundo presidente da Sociedade Torre de Vigia (dos EUA).
- 11 de novembro - Vítor Emanuel III da Itália - Rei de Itália de 1900 a 1946, Imperador da Etiópia em 1941 e Rei da Albânia de 1939 a 1943 (m. 1947)
- 9 de dezembro - Jack Bee Garland, autor, aventureiro, enfermeiro e jornalista norte-americano (m. 1936).
- 11 de dezembro - Abade Arede, abade e historiador português (m. 1953).
- 31 de dezembro - Henri Matisse, pintor francês (m. 1954).
- ? - José Gutiérrez Guerra, presidente da Bolívia de 1917 a 1920 (m. 1939).

## Mortes
- 19 de janeiro - Carl Reichenbach, industrial, químico, naturalista e filósofo alemão (n. 1788).
- 8 de março - José Inácio de Abreu e Lima no Recife (Brasil), militar, jornalista e escritor brasileiro. Herói da libertação da América espanhola (n. 1794)
- 31 de março - Allan Kardec, codificador da doutrina espírita (n. 1804).
- 26 de abril - Théodore Maunoir- cirurgião Suíço e cofundador da Cruz Vermelha Internacional (n. 1806).
- 26 de dezembro - Jean Léonard Marie Poiseuille, médico e físico francês (n. 1797).

## Por tema
- 1869 na arte
- 1869 no Brasil
- 1869 na ciência
- 1869 no desporto
- 1869 na literatura
- 1869 na música